# 87号州际公路 (北卡罗来纳州)
87号州际公路（I-87）是位于美国北卡罗来纳州的一条部分完工的州际公路。目前完工线路位于韦克县，计划向东北方延伸至弗吉尼亚州諾福克。该线路与位于纽约州的87号州际公路没有关系。